# Кармала (Самарская область)
Кармала (чув. Хурамал) — железнодорожный разъезд в Кошкинском районе Самарской области в составе сельского поселения Большая Константиновка.

## География
Находится на железнодорожной линии Ульяновск-Уфа на расстоянии примерно 11 километров по прямой на запад-северо-запад от районного центра села Кошки.

## Название
Наименование "Кармала" происходит от чувашского слова "Хурама" - "Вяз" так как вдоль берега реки росли именно эти растения.

## История
Основан в начале XX века при строительстве железной дороге, назван по  местной реке.  

## Население
Постоянное население составляло 21 человек (чуваши 67%) в 2002 году, 3 в 2010 году.